# Souvignargues
Souvignargues est une commune française  située dans le sud du département du Gard, en région Occitanie, dans le canton de Sommières près de Nîmes.
Exposée à un climat méditerranéen, elle est drainée par le ruisseau d'Aigalade, le ruisseau des Corbières et par divers autres petits cours d'eau. La commune possède un patrimoine naturel remarquable composé d'une zone naturelle d'intérêt écologique, faunistique et floristique.
Souvignargues est une commune rurale qui compte 932 habitants en 2022, après avoir connu une forte hausse de la population depuis 1975. Elle fait partie de l'aire d'attraction de Nîmes. Ses habitants sont appelés les Souvignarguais ou  Souvignarguaises.
Le patrimoine architectural de la commune comprend deux  immeubles protégés au titre des monuments historiques : l'église de Saint-Étienne d'Escattes, inscrite en 1949, et l'église Saint-André, inscrite en 1949.

## Géographie
Souvignargues est à un peu plus de 20 km à l'ouest de la préfecture Nîmes.
Les communes limitrophes sont Aujargues, Calvisson, Combas, Fontanès, Montpezat, Saint-Côme-et-Maruéjols et Villevieille.

### Climat
Pour des articles plus généraux, voir Climat de l'Occitanie et Climat du Gard.
En 2010, le climat de la commune est de type climat méditerranéen franc, selon une étude s'appuyant sur une série de données couvrant la période 1971-2000. En 2020, Météo-France publie une typologie des climats de la France métropolitaine dans laquelle la commune est exposée à un climat méditerranéen et est dans la région climatique Provence, Languedoc-Roussillon, caractérisée par une pluviométrie faible en été, un très bon ensoleillement (2 600 h/an), un été chaud (21,5 °C), un air très sec en été, sec en toutes saisons, des vents forts (fréquence de 40 à 50 % de vents > 5 m/s) et peu de brouillards.
Pour la période 1971-2000, la température annuelle moyenne est de 14,1 °C, avec une amplitude thermique annuelle de 17,2 °C. Le cumul annuel moyen de précipitations est de 789 mm, avec 6,1 jours de précipitations en janvier et 2,9 jours en juillet. Pour la période 1991-2020, la température moyenne annuelle observée sur la station météorologique la plus proche, située sur la commune de Villevieille à 3 km à vol d'oiseau, est de 14,8 °C et le cumul annuel moyen de précipitations est de 761,1 mm,. Pour l'avenir, les paramètres climatiques de la commune estimés pour 2050 selon différents scénarios d'émission de gaz à effet de serre sont consultables sur un site dédié publié par Météo-France en novembre 2022.

### Milieux naturels et biodiversité

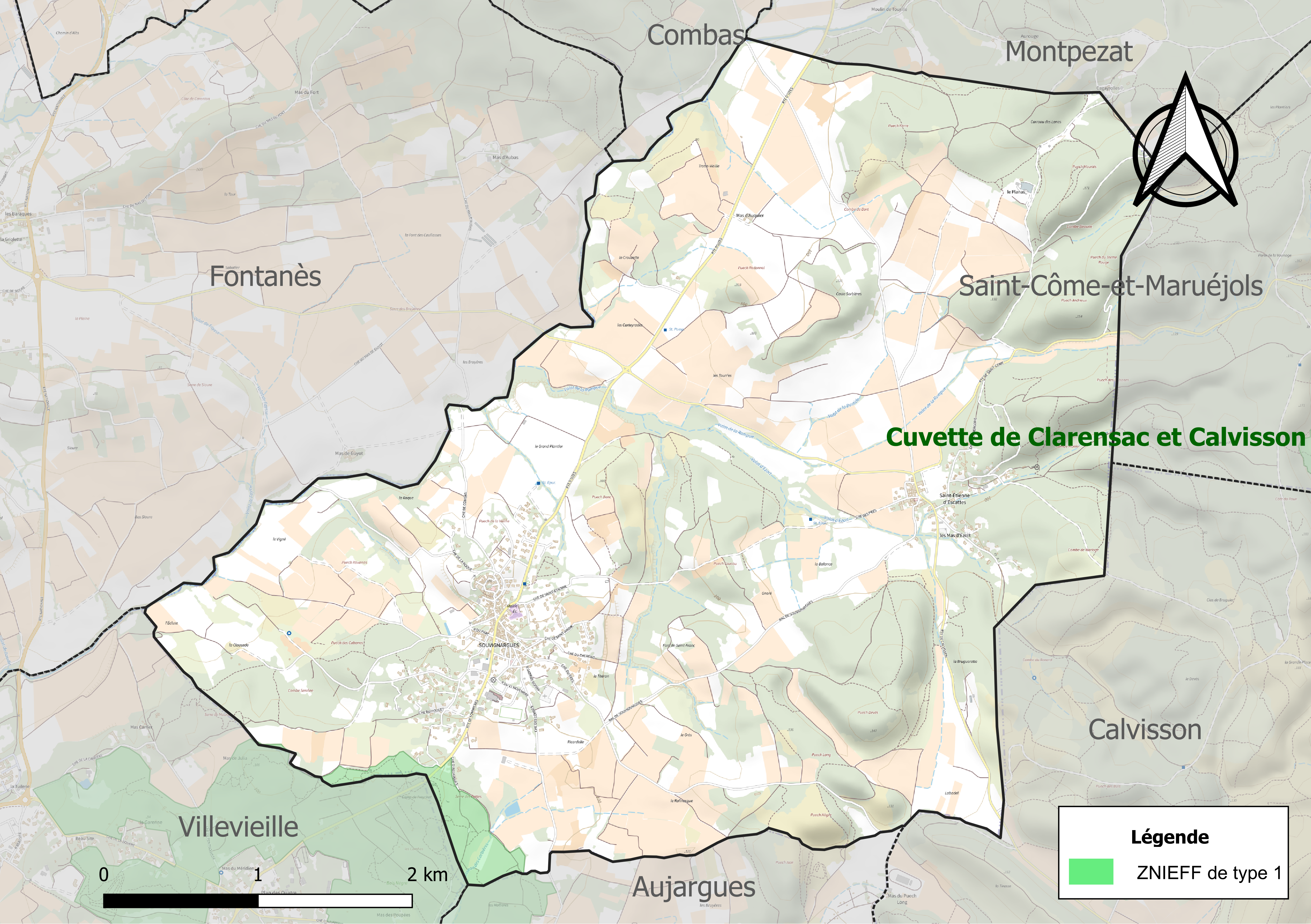
Carte de la ZNIEFF de type 1 localisée sur la commune.

L’inventaire des zones naturelles d'intérêt écologique, faunistique et floristique (ZNIEFF) a pour objectif de réaliser une couverture des zones les plus intéressantes sur le plan écologique, essentiellement dans la perspective d’améliorer la connaissance du patrimoine naturel national et de fournir aux différents décideurs un outil d’aide à la prise en compte de l’environnement dans l’aménagement du territoire.
Une ZNIEFF de type 1 est recensée sur la commune :
le « bois de Camp Freychat » (162 ha), couvrant 3 communes du département.

## Urbanisme

### Typologie
Au 1er janvier 2024, Souvignargues est catégorisée bourg rural, selon la nouvelle grille communale de densité à sept niveaux définie par l'Insee en 2022.
Elle est située hors unité urbaine. Par ailleurs la commune fait partie de l'aire d'attraction de Nîmes, dont elle est une commune de la couronne,. Cette aire, qui regroupe 92 communes, est catégorisée dans les aires de 200 000 à moins de 700 000 habitants,.

### Occupation des sols
L'occupation des sols de la commune, telle qu'elle ressort de la base de données européenne d’occupation biophysique des sols Corine Land Cover (CLC), est marquée par l'importance des territoires agricoles (67,4 % en 2018), en diminution par rapport à 1990 (69,5 %). La répartition détaillée en 2018 est la suivante : 
cultures permanentes (48,5 %), forêts (24,6 %), zones agricoles hétérogènes (18,8 %), zones urbanisées (4,7 %), milieux à végétation arbustive et/ou herbacée (3,3 %). L'évolution de l’occupation des sols de la commune et de ses infrastructures peut être observée sur les différentes représentations cartographiques du territoire : la carte de Cassini (XVIIIe siècle), la carte d'état-major (1820-1866) et les cartes ou photos aériennes de l'IGN pour la période actuelle (1950 à aujourd'hui).

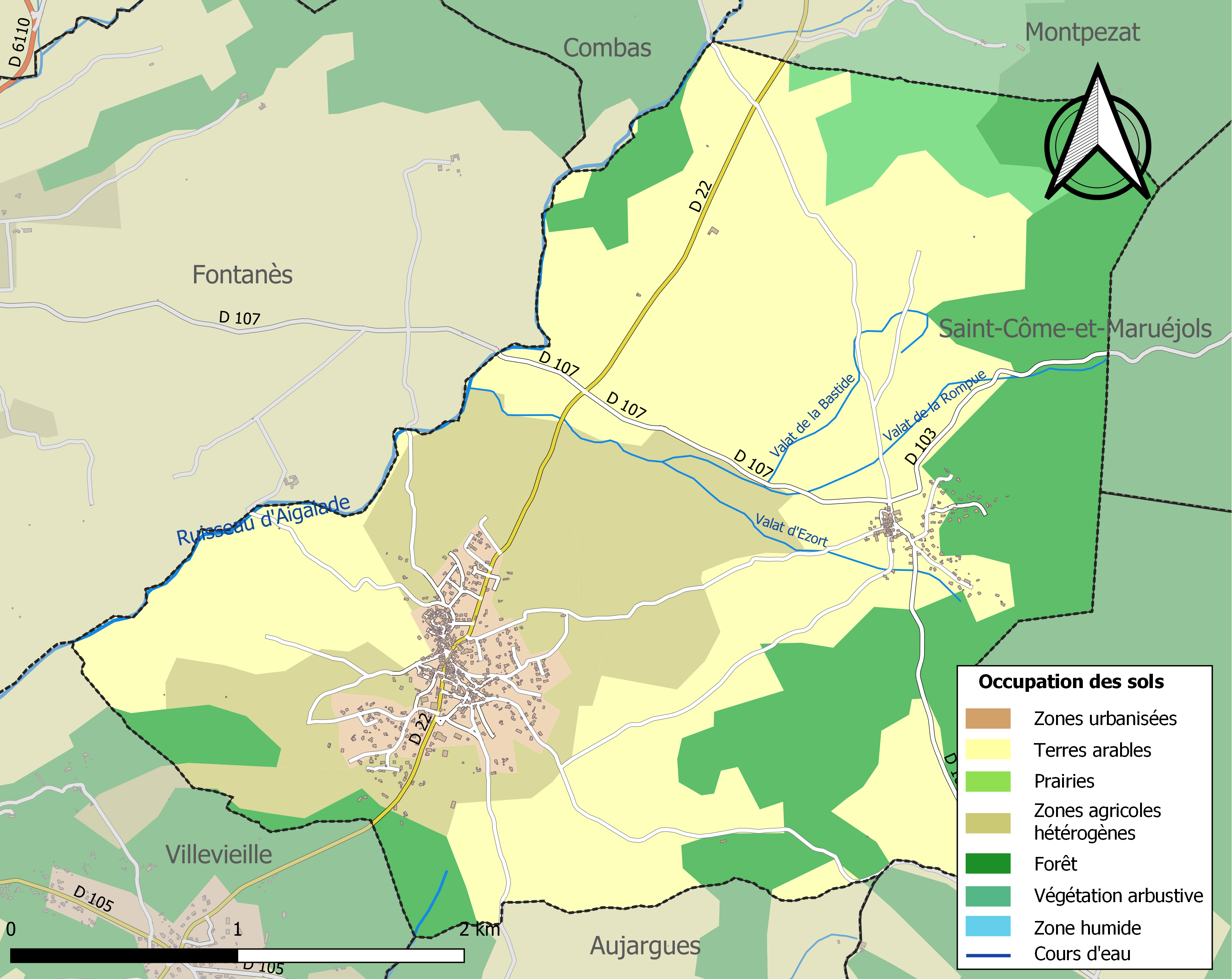
Carte des infrastructures et de l'occupation des sols de la commune en 2018 (CLC).

### Risques majeurs
Le territoire de la commune de Souvignargues est vulnérable à différents aléas naturels : météorologiques (tempête, orage, neige, grand froid, canicule ou sécheresse), inondations, feux de forêts et séisme (sismicité faible). Un site publié par le BRGM permet d'évaluer simplement et rapidement les risques d'un bien localisé soit par son adresse soit par le numéro de sa parcelle.
Certaines parties du territoire communal sont susceptibles d’être affectées par le risque d’inondation par débordement de cours d'eau et par une crue torrentielle ou à montée rapide de cours d'eau, notamment le ruisseau d'Aigalade. La commune a été reconnue en état de catastrophe naturelle au titre des dommages causés par les inondations et coulées de boue survenues en 1982, 1988, 1992, 1994, 2001, 2002, 2005, 2014 et 2021,.

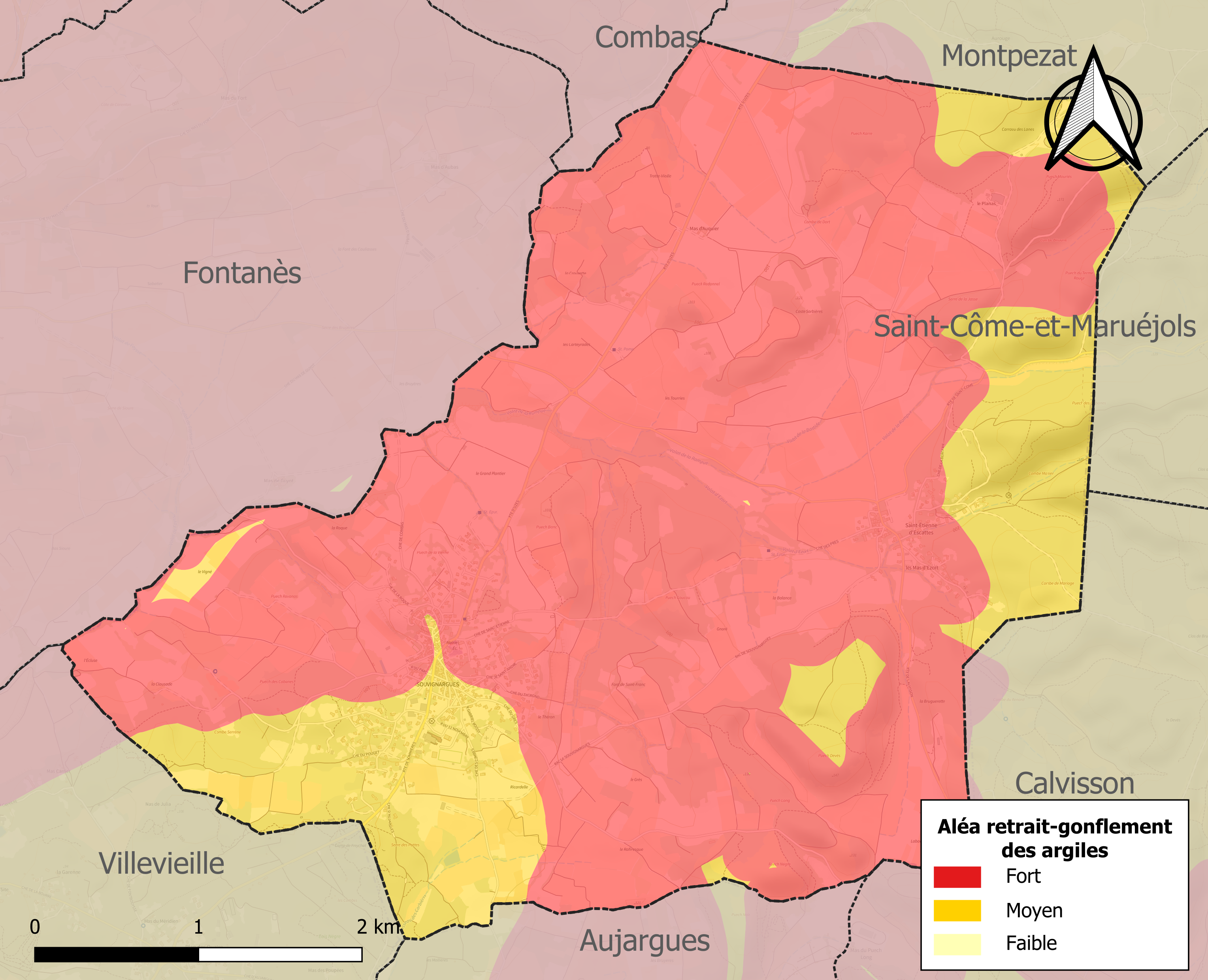
Carte des zones d'aléa retrait-gonflement des sols argileux de Souvignargues.

Le retrait-gonflement des sols argileux est susceptible d'engendrer des dommages importants aux bâtiments en cas d’alternance de périodes de sécheresse et de pluie. La totalité de la commune est en aléa moyen ou fort (67,5 % au niveau départemental et 48,5 % au niveau national). Sur les 415 bâtiments dénombrés sur la commune en 2019, 415 sont en aléa moyen ou fort, soit 100 %, à comparer aux 90 % au niveau départemental et 54 % au niveau national. Une cartographie de l'exposition du territoire national au retrait gonflement des sols argileux est disponible sur le site du BRGM,.
Par ailleurs, afin de mieux appréhender le risque d’affaissement de terrain, l'inventaire national des cavités souterraines permet de localiser celles situées sur la commune.

## Histoire
Le centre ancien est construit sur le mode d'une véritable circulade.
Au XVIIe siècle, Souvignargues est le siège d'une seigneurie appartenant à la famille de Brueys.
En 1649, Pierre de Fabrique est viguier de Souvignargues et Saint-Étienne-d'Escattes.
Entre 1790 et 1794, la commune absorbe celle voisine de Saint-Étienne-d'Escattes et porte provisoirement le nom de Souvignargues-Escatte.

## Héraldique
| Blason de Souvignargues | Blason  | D'azur à la tour d'argent, ouverte, ajourée et maçonnée de sable, soutenue de deux scorpions d'argent le dextre mis en bande le senestre en barre. |
| Blason de Souvignargues | Détails | Le statut officiel du blason reste à déterminer.                                                                                                   |

## Politique et administration
| Période                                  | Période   | Identité        | Étiquette | Qualité                        |
| ---------------------------------------- | --------- | --------------- | --------- | ------------------------------ |
| 1981                                     | juin 1995 | Georges Lacombe |           | Maire honoraire de 1995 à 2013 |
| mars 2001                                | En cours  | Serge Pattus    | DVG       | Retraité                       |
| Les données manquantes sont à compléter. |           |                 |           |                                |

La commune fait partie du canton de Sommières, qui dépend de l'arrondissement de Nîmes et de la deuxième circonscription du Gard.
Souvignargues est l'une des 75 communes membres du SCOT du sud du Gard et fait également partie des 34 communes du Pays Vidourle-Camargue.

## Démographie
L'évolution du nombre d'habitants est connue à travers les recensements de la population effectués dans la commune depuis 1793. Pour les communes de moins de 10 000 habitants, une enquête de recensement portant sur toute la population est réalisée tous les cinq ans, les populations de référence des années intermédiaires étant quant à elles estimées par interpolation ou extrapolation. Pour la commune, le premier recensement exhaustif entrant dans le cadre du nouveau dispositif a été réalisé en 2007.

En 2022, la commune comptait 932 habitants, en évolution de +8,25 % par rapport à 2016 (Gard : +2,97 %, France hors Mayotte : +2,11 %).
| 1793 | 1800 | 1806 | 1821 | 1831 | 1836 | 1841 | 1846 | 1851 |
| ---- | ---- | ---- | ---- | ---- | ---- | ---- | ---- | ---- |
| 440  | 547  | 570  | 673  | 622  | 652  | 639  | 610  | 606  |

| 1856 | 1861 | 1866 | 1872 | 1876 | 1881 | 1886 | 1891 | 1896 |
| ---- | ---- | ---- | ---- | ---- | ---- | ---- | ---- | ---- |
| 647  | 642  | 610  | 622  | 575  | 536  | 511  | 512  | 466  |

| 1901 | 1906 | 1911 | 1921 | 1926 | 1931 | 1936 | 1946 | 1954 |
| ---- | ---- | ---- | ---- | ---- | ---- | ---- | ---- | ---- |
| 483  | 488  | 519  | 470  | 453  | 431  | 412  | 346  | 405  |

| 1962 | 1968 | 1975 | 1982 | 1990 | 1999 | 2006 | 2007 | 2012 |
| ---- | ---- | ---- | ---- | ---- | ---- | ---- | ---- | ---- |
| 407  | 406  | 370  | 460  | 545  | 589  | 683  | 696  | 815  |

| 2017 | 2022 | - | - | - | - | - | - | - |
| ---- | ---- | - | - | - | - | - | - | - |
| 871  | 932  | - | - | - | - | - | - | - |

## Économie

### Revenus
En 2018  (données Insee publiées en septembre 2021), la commune compte 356 ménages fiscaux, regroupant 857 personnes. La médiane du revenu disponible par unité de consommation est de 22 420 € (20 020 € dans le département).

### Emploi
|                | 2008   | 2013  | 2018  |
| -------------- | ------ | ----- | ----- |
| Commune        | 8,4 %  | 7,3 % | 7,2 % |
| Département    | 10,6 % | 12 %  | 12 %  |
| France entière | 8,3 %  | 10 %  | 10 %  |

En 2018, la population âgée de 15 à 64 ans s'élève à 530 personnes, parmi lesquelles on compte 78,4 % d'actifs (71,1 % ayant un emploi et 7,2 % de chômeurs) et 21,6 % d'inactifs,. En  2018, le taux de chômage communal (au sens du recensement) des 15-64 ans est inférieur à celui de la France et du département, alors qu'en 2008 il était supérieur à celui de la France.
La commune fait partie de la couronne de l'aire d'attraction de Nîmes, du fait qu'au moins 15 % des actifs travaillent dans le pôle,. Elle compte 119 emplois en 2018, contre 102 en 2013 et 86 en 2008. Le nombre d'actifs ayant un emploi résidant dans la commune est de 382, soit un indicateur de concentration d'emploi de 31,2 % et un taux d'activité parmi les 15 ans ou plus de 61,1 %.
Sur ces 382 actifs de 15 ans ou plus ayant un emploi, 65 travaillent dans la commune, soit 17 % des habitants. Pour se rendre au travail, 90,3 % des habitants utilisent un véhicule personnel ou de fonction à quatre roues, 1,3 % les transports en commun, 2,4 % s'y rendent en deux-roues, à vélo ou à pied et 6 % n'ont pas besoin de transport (travail au domicile).

### Activités hors agriculture

#### Secteurs d'activités
54 établissements sont implantés  à Souvignargues au 31 décembre 2019. Le tableau ci-dessous en détaille le nombre par secteur d'activité et compare les ratios avec ceux du département,.
| Secteur d'activité                                                                                        | Commune | Commune | Département |
| Secteur d'activité                                                                                        | Nombre  | %       | %           |
| --- | ------- | ------- | ----------- |
| Ensemble                                                                                                  | 54      | 100 %   | (100 %)     |
| Industrie manufacturière, industries extractives et autres                                                | 8       | 14,8 %  | (7,9 %)     |
| Construction                                                                                              | 7       | 13 %    | (15,5 %)    |
| Commerce de gros et de détail, transports, hébergement et restauration                                    | 15      | 27,8 %  | (30 %)      |
| Information et communication                                                                              | 3       | 5,6 %   | (2,2 %)     |
| Activités financières et d'assurance                                                                      | 3       | 5,6 %   | (3 %)       |
| Activités immobilières                                                                                    | 2       | 3,7 %   | (4,1 %)     |
| Activités spécialisées, scientifiques et techniques et activités de services administratifs et de soutien | 12      | 22,2 %  | (14,9 %)    |
| Administration publique, enseignement, santé humaine et action sociale                                    | 3       | 5,6 %   | (13,5 %)    |
| Autres activités de services                                                                              | 1       | 1,9 %   | (8,8 %)     |

Le secteur du commerce de gros et de détail, des transports, de l'hébergement et de la restauration est prépondérant sur la commune puisqu'il représente 27,8 % du nombre total d'établissements de la commune (15 sur les 54 entreprises implantées  à Souvignargues), contre 30 % au niveau départemental.

#### Entreprises et commerces
Les trois entreprises ayant leur siège social sur le territoire communal qui génèrent le plus de chiffre d'affaires en 2020 sont : 
- Vernazobres Freres, commerce de gros (commerce interentreprises) de produits chimiques (13 561 k€) ;
- JV Holding, activités des sociétés holding (156 k€) ;
- TPRS Gard, travaux de terrassement courants et travaux préparatoires (70 k€).

### Agriculture
La commune est dans le « Soubergues », une petite région agricole occupant une frange sud-ouest du département du Gard. En 2020, l'orientation technico-économique de l'agriculture  sur la commune est la viticulture.
|               | 1988 | 2000 | 2010 | 2020 |
| ------------- | ---- | ---- | ---- | ---- |
| Exploitations | 58   | 43   | 37   | 26   |
| SAU (ha)      | 548  | 431  | nd   | 321  |

Le nombre d'exploitations agricoles en activité et ayant leur siège dans la commune est passé de 58 lors du recensement agricole de 1988  à 43 en 2000 puis à 37 en 2010 et enfin à 26 en 2020, soit une baisse de 55 % en 32 ans. Le même mouvement est observé à l'échelle du département qui a perdu pendant cette période 61 % de ses exploitations,. La surface agricole utilisée sur la commune a également diminué, passant de 548 ha en 1988 à 321 ha en 2020. Parallèlement la surface agricole utilisée moyenne par exploitation a augmenté, passant de 9 à 12 ha.

## Culture locale et patrimoine

### Lieux et monuments
- Ancienne Église romane Saint-André

XIIe siècle, de style roman, en partie ruinée, inscrite à l'inventaire des monuments historiques le 6 décembre 1949, propriété de la commune de Souvignargues. Très bel édifice, à l'écart du village. Sa restauration, amorcée au début des années 1990, n'a malheureusement pas abouti. Elle est caractérisée par un appareillage en opus monspelliensis.
- Église romane Saint-Étienne d'Escattes (hameau dépendant du village)

XIIe siècle, de style roman, inscrite à l'inventaire des monuments historiques le 6 décembre 1949, propriété de la commune de Souvignargues. Endommagée au XVIe siècle, durant les guerres de religion, elle conserve néanmoins, ce qui est rare dans la région, son allure  d'origine avec une abside en cul de four et la belle voûte en berceau de sa nef qui mesure 10 m de long sur 5,60 m de large et environ 8 à 9 mètres de hauteur sous voûte. Si l'on ajoute le chœur, on atteint un peu plus de 15 mètres de longueur sur l'intégralité de l'édifice. Le clocher-pignon qui surmonte la façade ouest est postérieur (XVIIIe siècle) tout comme la cloche qu'il abrite (1829, ateliers Baudoin à Marseille). L'édifice mérite une sérieuse restauration, notamment au niveau de la toiture.
- Cave coopérative vinicole

La cave coopérative de Souvignargues a été construite en 1939 et fait partie d'un ensemble de bâtiments similaires conçus par l'architecte Henri Floutier, qui peut être identifié par le fronton à redents sur la façade principale (on peut aussi retrouver ce style à Aubais et Aspères, dans le Gard). La cave a été agrandie à plusieurs reprises en 1952, 1954 et 1961. En 1970, elle comptait 120 coopérateurs et avait une capacité de stockage de 38 500 hectolitres de vin. La cave est toujours en activité. La cave est labellisée Architecture contemporaine remarquable. 
- Bourg de Souvignargues de plan circulaire (« circulade »)
- Ruines du château féodal, XIIIe siècle et XVe siècle
- Château
- Ruines des anciennes fortifications
- Mas d'Auquier
- Église paroissiale Saint-André

XVIe siècle, reprise au XIXe siècle sur un plan centré original ; au sein de la circulade, en remplacement de l'ancienne église romane de St André hors du village.
- Temple de l'Église protestante unie de France de Souvignargues, XIXe siècle
- Grotte du Bézal

Grotte occupée au Paléolithique moyen (env. 200 000 ans BP)
- Nombreuses cabanes de pierre sèche appelées localement capitelles, dont la superbe cabane dite de Malet
- Ancien lavoir couvert récemment restauré

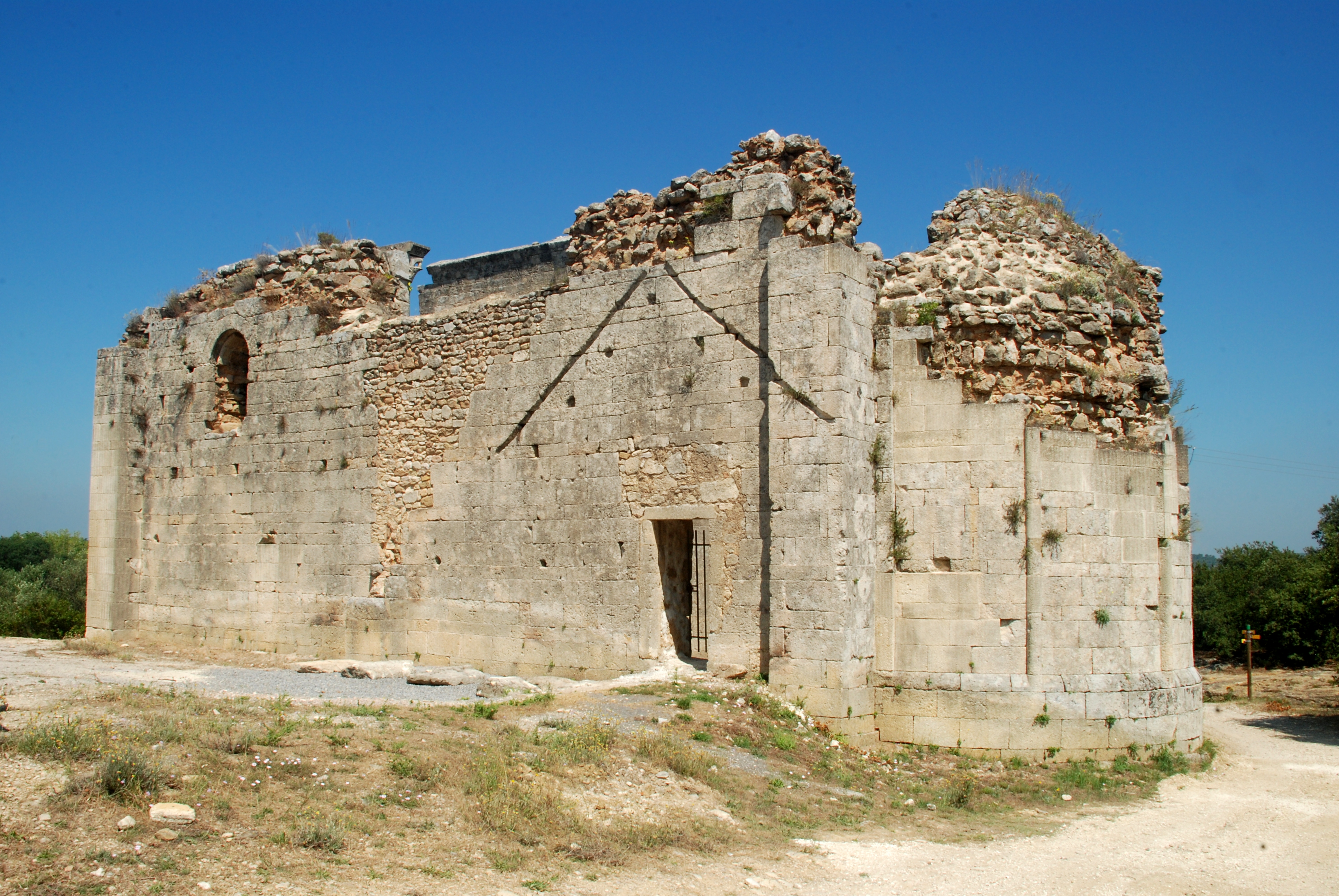
Église Saint-André de Souvignargues.
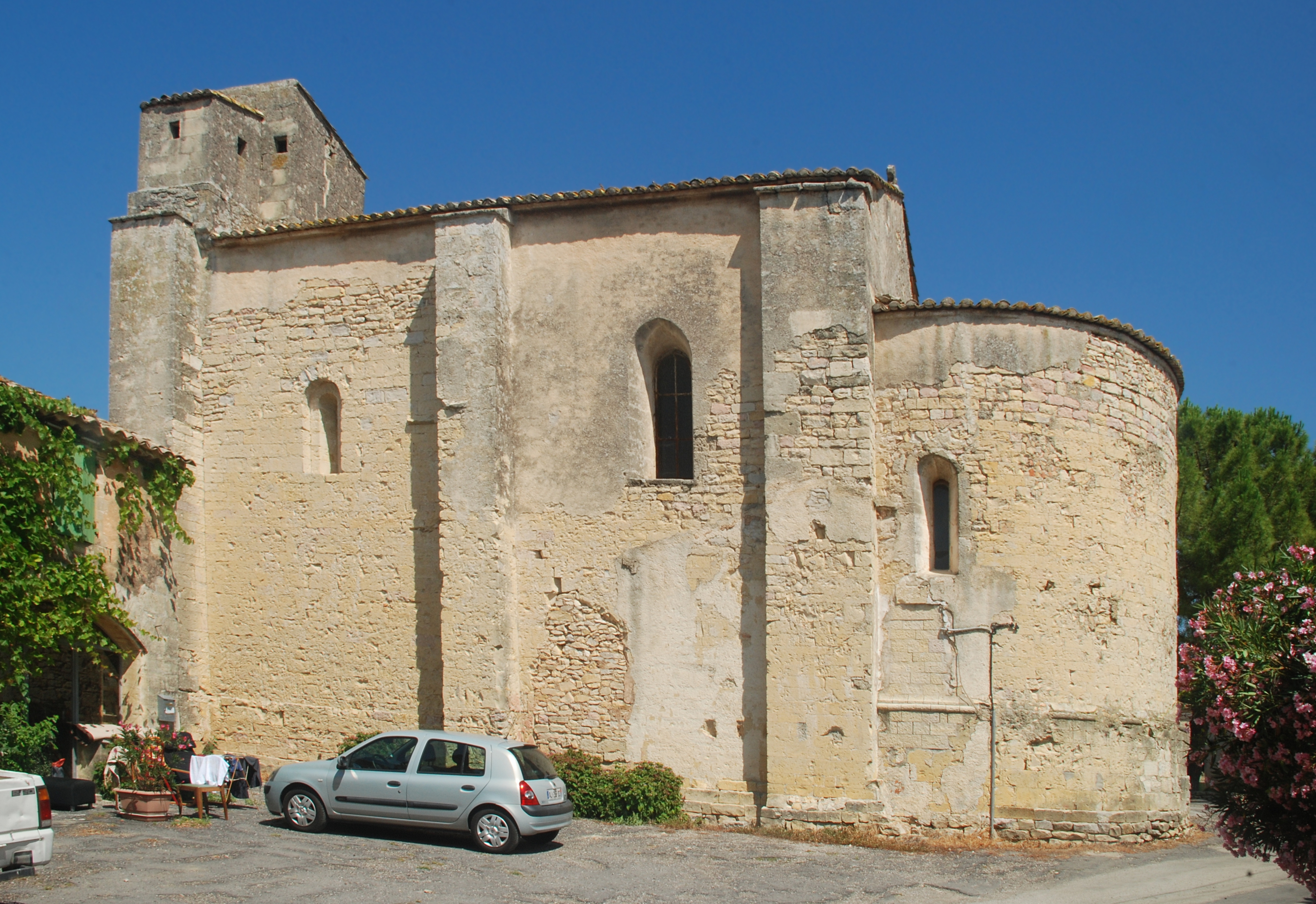
Église de Saint-Étienne d'Escattes.
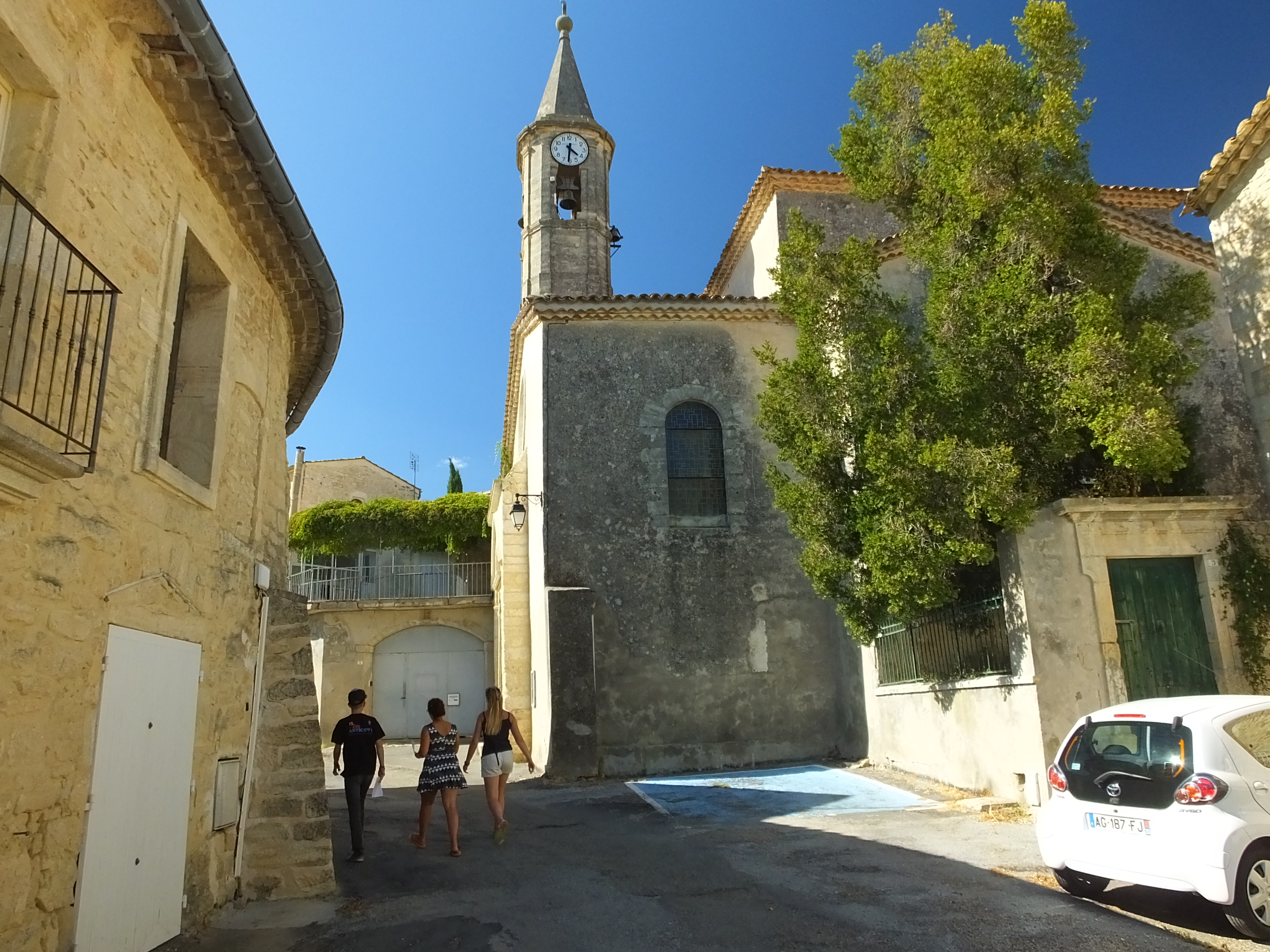
Église paroissiale Saint-André
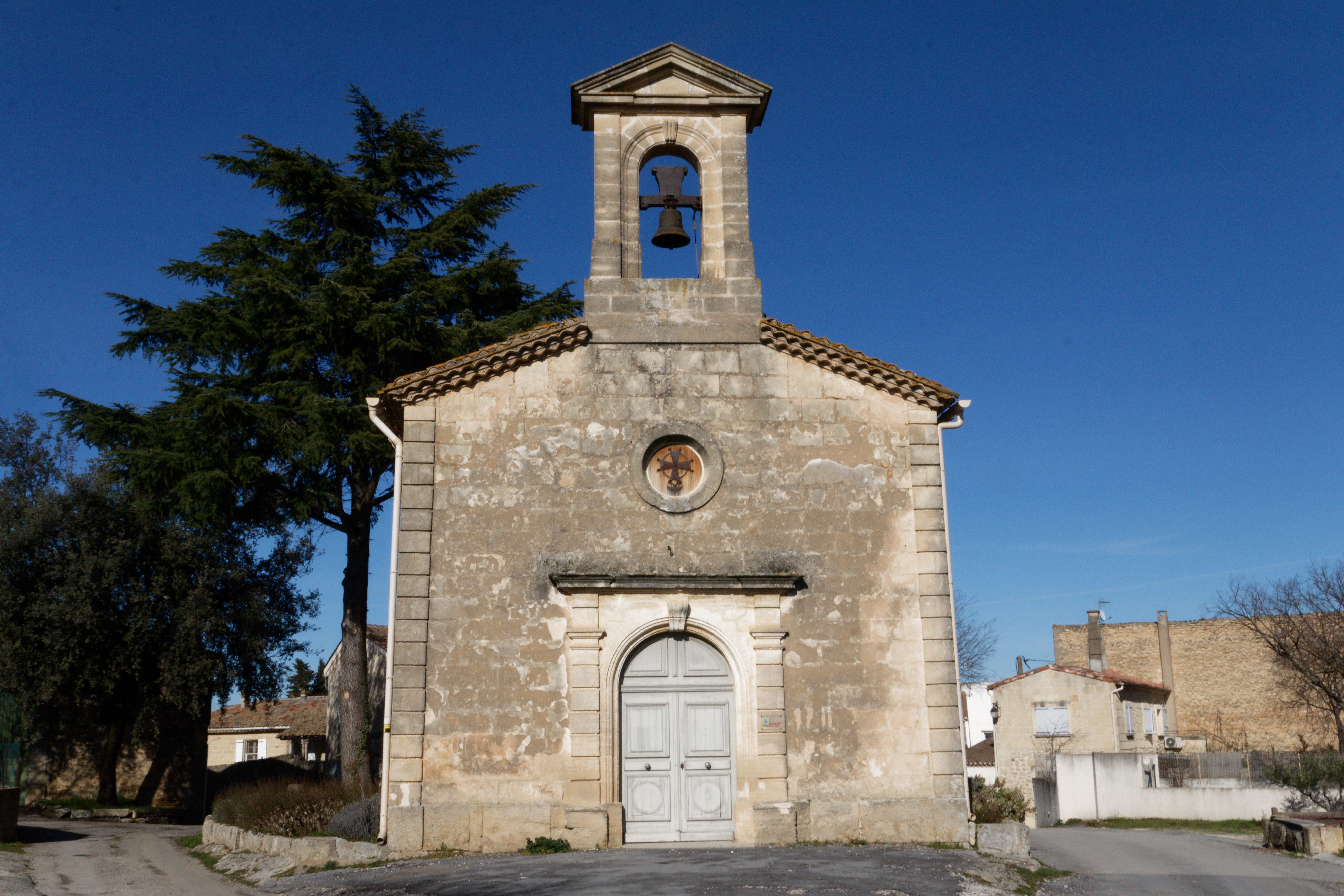
Temple de l’Église Protestante Unie de France
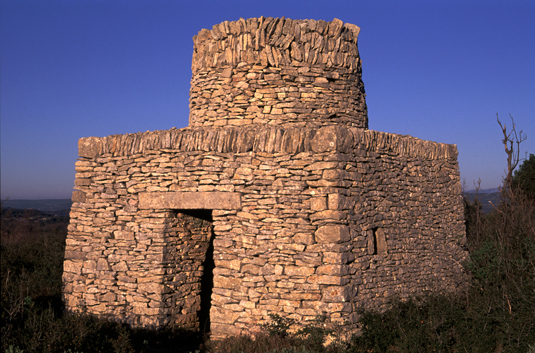
Cabane en pierre sèche dite de Malet.

### Personnalités liées à la commune
- Gabriel Boissy, initiateur de la flamme sous l'Arc de triomphe, repose dans le cimetière de Souvignargues.